# 名執雅子
名執 雅子 (なとり まさこ、1961年3月11日 - ) は、日本の法務官僚。埼玉県出身。女性初の矯正局長。

## 人物
- 1979年3月 - 立教女学院高等学校卒業
- 国家公務員採用上級甲種試験（行政）合格
- 1983年
  - 3月 - 慶應義塾大学法学部政治学科卒業
  - 4月 - 法務省入省
- 1993年4月 - 矯正研修所教官
- 1998年4月 - 浦和少年鑑別所統括専門官
- 1999年9月 - 東京少年鑑別所庶務課長
- 2002年4月 - 多摩少年院教育調査官
- 2003年4月 - 法務省矯正局総務課法務専門職
- 2003年4月 - 法務省矯正局教育課長補佐
- 2005年4月 - 法務省矯正局成人矯正課長補佐
- 2006年4月 - 青葉女子学園園長
- 2008年4月 - 法務省大臣官房秘書課広報室長
- 2009年4月 - 法務省矯正局総務課矯正調査官
- 2011年4月 - 法務省矯正局少年矯正課長
- 2013年1月 - 法務省矯正局総務課長
- 2014年7月 - 法務省大臣官房施設課長
- 2016年6月 - 法務省大臣官房審議官（矯正局担当）
- 2017年7月 - 法務省人権擁護局長[2]
- 2018年9月 - 法務省矯正局長[3][4]
- 2020年
  - 1月 - 退官[5]
  - 10月 - 日本電気顧問
- 2022年 - 日本司法支援センター理事、Jリーグ裁定委員[6]

## 著書
- 「矯正という仕事 女性初の法務省矯正局長37年間の軌跡」小学館集英社プロダクション、2021年11月